# Цвинтар монастиря святого Онуфрія (Львів)
Цвинтар монастиря святого Онуфрія — колишній некрополь Львова.
Існував тут з княжих (королівських) часів. Довкола монастиря був сад. Цвинтар розташовувався за монастирським садом, простягався в напрямку «Високого Замку». Існував до перших десятиліть ХІХ ст.

## Поховані люди
- Іван Федорович — друкар[1]
- Мелетій Модест Гриневецький
- Арсеній Антін Радкевич
- Теофан Голдаєвич.